# Cicurina simplex
Cicurina simplex là một loài nhện trong họ Dictynidae.
Loài này thuộc chi Cicurina. Cicurina simplex được Eugène Simon miêu tả năm 1886.